# Laura Palmer EP
Laura Palmer EP is een ep van de Britse band Bastille. Hij bevat 4 tracks en opent met de gelijknamige single Laura Palmer. Het was na de single Flaws / Icarus hun eerste muziekuitgave.

## Tracks
Alle muziek en teksten zijn geschreven door Dan Smith, de zanger van de band. 
| 1.                 | Laura Palmer               | 3:02 |
| 2.                 | Overjoyed                  | 3:24 |
| 3.                 | Things We Lost in the Fire | 4:03 |
| 4.                 | Get Home                   | 3:08 |
| Totale duur: 13:37 |                            |      |